# Собачка сфінксоподібний
Собачка сфінксоподібний (Lipophrys trigloides) — вид морських собачок, поширений у східній Атлантиці вздовж берегів Бретані, Франція, Іберійського півострова, Марокко, в Середземному і Мармуровому морях, на південь до Сенегалу, Канар і Мадейри.. Помилково відзначався для Чорного моря біля берегів Криму, але пізніше з'ясувалось, що насправді там живе інший вид — собачка адріатичний Microlipophrys adriaticus. Морська субтропічна демерсальна риба, що сягає 13 см довжиною.